# X 300
Pour les articles homonymes, voir X300.
Les X 300, également appelés SY, étaient une courte série de six autorails à moteur diesel et circulant sur voie métrique construits par les CFD et circulant sur les Chemins de fer de Provence.
La série fut composée de deux sous-séries, d'aspect et de caractéristiques différentes. Les quatre premiers exemplaires furent mis en service entre décembre 1971 et décembre 1972. Les deux dernières unités seront livrées en avril 1977.

## Historique

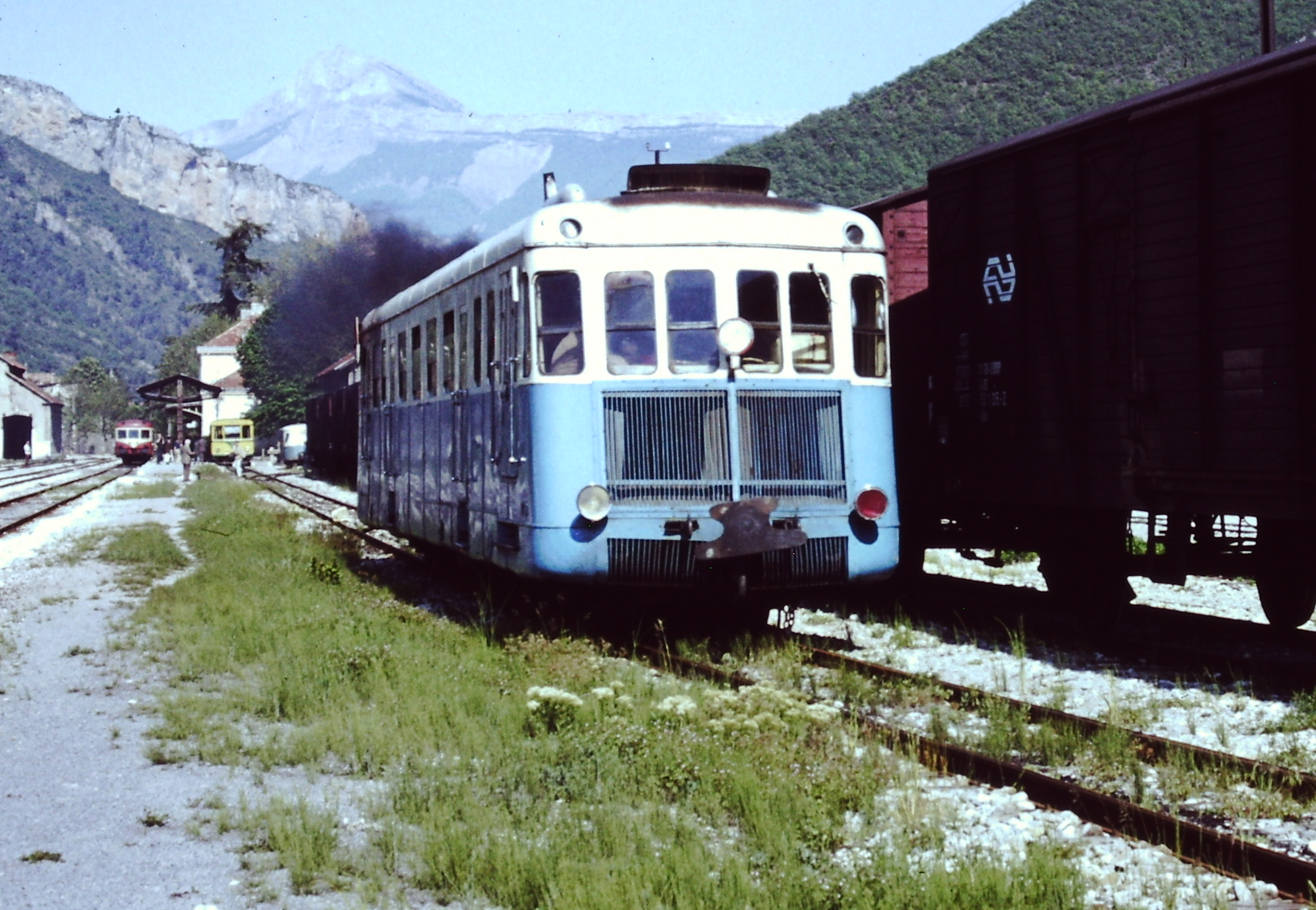
Autorail ABH Renault des CP.

Dès le milieu des années 1960, les Chemins de fer de Provence (CP) envisagent de renouveler leur parc d'autorails composé en grande majorité de Renault ABH, engins pour voie métrique proches des ABJ livrés entre 1935 et 1945.
Le nouvel engin doit prendre en compte trois types d'impératifs : utiliser des techniques et des composants éprouvés sur de grandes séries à voie normale ; suivre l'évolution technique récente des autorails à bogies, espaces passagers confortable, moteurs diesel sous caisse et transmission mécanique ou hydro-mécanique ; intégrer les contraintes du réseau existant : bonne suspension pour circuler sur des voies faiblement armées, bonnes accélérations sur des lignes comportant de nombreux points d'arrêt..
Les CP chargent la compagnie de chemins de fer départementaux (CFD) de concevoir ce nouvel autorail, dont deux exemplaires sont commandés en 1970, et de le construire dans ses ateliers de Montmirail. Une commande complémentaire de deux autres unités identiques intervient très rapidement. En 1976, les CP complètent une dernière fois leur commande avec deux autorails, qui doivent bénéficier des améliorations apportées sur les X 2000 récemment livrés aux chemins de fer de la Corse.

## Caractéristiques

X 305 en livrée d'origine.

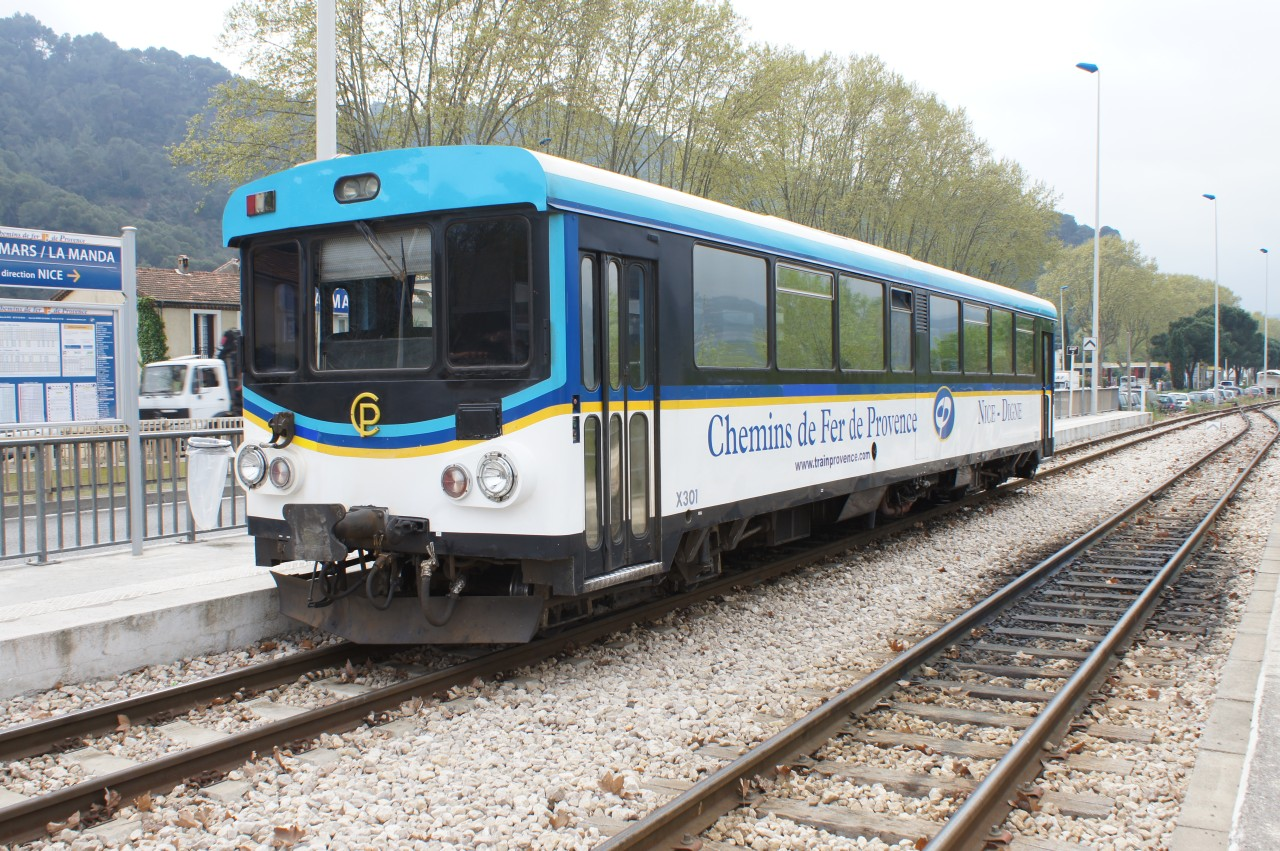
X 301 rénové.

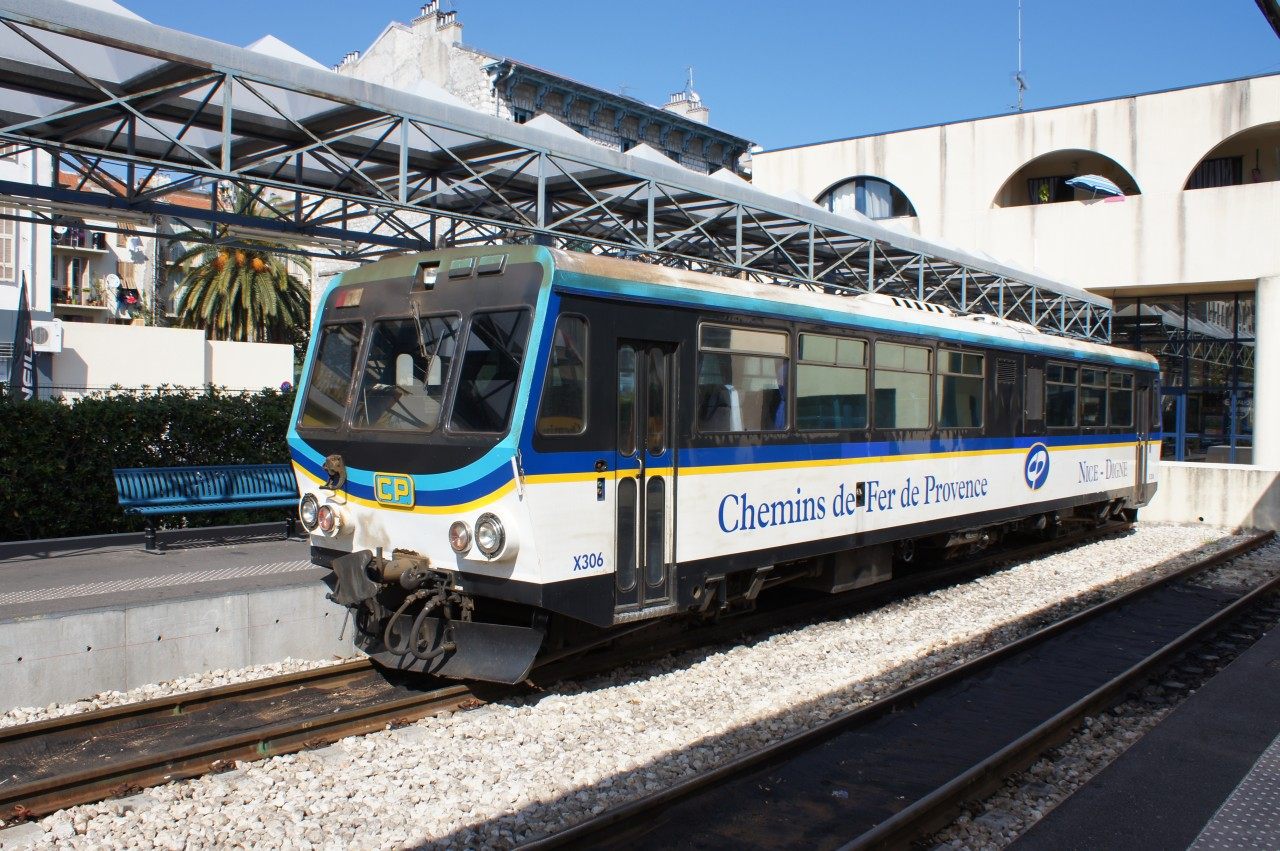
X 306 rénové.

Les autorails X 301 à X 304, dits de première génération, possèdaient une caisse presque entièrement parallélépipédique. Longue de 15,55 m, large de 2,70 m et haute de 3,10 m, ils pouvaient transporter 48 passagers assis et 20 debout. Ils étaient équipés de deux moteurs MAN disposés sous la caisse et d'une puissance limitée à 121 kW, reliés à deux boîtes hydro-dynamiques Asynchro. Cette disposition sous la caisse de la chaîne de transmission et des auxiliaires permettait de disposer d'un espace voyageurs avec plancher plat, autorisant une vision panoramique. Elle abaissait en outre le centre de gravité de l'engin et améliorait son isolation acoustique, deux facteurs favorables au confort des passagers. Lors de leur mise en service, ces engins se sont fait remarquer par une livrée jaune canari rehaussée de filets verts.
Les autorails X 305 et X 306, dits de seconde génération, se distingueront de leurs devanciers par une carrosserie plus aérodynamique et des faces frontales à pans coupés. Si leurs caractéristiques étaient proches, ils voyaient leur longueur portée à 16,00 m et leur hauteur à 3,17 m. Leur masse en charge passait de 22 à 23 t. Une autre différence importante concernait le réaménagement des espaces intérieurs qui permettaient d'accueillir deux passagers assis supplémentaires et de disposer d'un casier à bagages. Enfin, leur livrée grise, orange et rouge restait calquée sur celle conçue par Paul Arzens pour les CC 6500 avec le « Z » caractéristique.
À partir de 2004, les six engins font l'objet d'une rénovation importante : leurs moteurs sont remplacés par des moteurs MAN de 177 kW, les sièges sont changés et une livrée associant le blanc, le jaune et deux tons de bleu leur est appliquée, après qu'ils ont connu, mais pas tous en même temps, une livrée bleue et blanche, les quatre engins de première génération ayant même été temporairement repeints en gris, orange et rouge lorsque les derniers exemplaires de la série ont été livrés.

## Carrière
Après les essais et leur mise au point, ces engins seront engagés sur  la ligne de Nice à Digne, seule branche du réseau des CP encore en service commercial à ce moment là.
Tout d'abord numérotés SY 01 à 06 lors de leur mise en service (SY pour SYndicat mixte) , les autorails deviennent les X 301 à 306 en 1984. Leur entretien courant et leurs révisions sont réalisés aux ateliers des CP à Lingostière, commune de Nice.
En 2004 après 20 ans de service, ils assuraient encore un service très intense, parcourant près de 12 000 km/mois pour les meilleurs et au mois de mai de la même année, tous ont parcouru plus de 2 600 000 km.